# Laura McAllister
Laura McAllister CBE, (Bridgend, 10 december 1964) is een Welsh academicus en voormalig voetballer, spelend bij Cardiff City Ladies FC. Als speelster van het vrouwenvoetbalelftal van Wales won McAllister 24 caps en diende als teamcaptain. 
McAllister is momenteel hoogleraar Public Policy and the Governance of Wales aan het Wales Governance Centre van Cardiff University. Ze was voorheen hoogleraar Governance aan de Universiteit van Liverpool. 
Ze was bestuurslid van Stonewall van 2012 tot 2015 en is momenteel bestuurslid van het Institute of Welsh Affairs. Ze was voorzitter van Sport Wales en was bestuurslid van UK Sport van 2010 tot 2016. Ze is voorzitter van de Welsh Sports Hall of Fame. Ze werd benoemd tot Commandeur in de Orde van het Britse Rijk (CBE) in de 2016 Birthday Honours voor verdiensten voor de sport. Ze werd geëerd als een van de BBC 100 Women in december 2022. Sinds 5 april 2023 is ze ook een van de vijf vicevoorzitters van de UEFA. 